# Delirio (novela)
Delirio es una novela escrita por la autora colombiana Laura Restrepo y publicada en 2004. La historia, que se desarrolla en diversas partes de Colombia durante la década de 1980, comienza cuando el protagonista, Aguilar, regresa de un viaje con sus hijos y halla a su esposa, Agustina, enloquecida. La narración cuenta con la perspectiva de cuatro personajes, cuyas historias se entrelazan en el transcurso de la novela hasta que se descubre la razón por la que Agustina llegó a su estado delirante.
La novela obtuvo el Premio Alfaguara de novela de 2004 y el Premio Grinzane Cavour de 2006. La autora partió de la idea de que «Tenemos que estar muy locos para podernos adaptar a esta convulsión brutal que es el mundo de afuera»; en este sentido la novela toma el dominio del narcotráfico sobre el gobierno, la economía y la población como justificación de la decadencia de la sociedad colombiana de los años 80.

## Sinopsis
Aguilar regresa a su hogar en Bogotá tras haber viajado cuatro días a Ibagué con sus hijos y descubre que su esposa Agustina perdió su cordura. A fin de saber qué situación la llevó a enloquecerse, Aguilar comienza a investigar sobre lo acontecido para rehabilitar a su pareja. Mientras la novela progresa, se desentrañan los factores de la enfermedad mental de Agustina, vinculados tanto por la historia de su familia e infancia como de los eventos que dieron lugar en la ausencia de Aguilar.

## Acogida

### Crítica
- Delirio es un libro encantador, y su representación de la sociedad colombiana en un momento terrible de su historia es intensa, real, bastante convincente [...] Pero hasta el final parece una descripción justa del Delirio que es más dulce de lo que piensas y menos nutritiva de lo que esperas.[2]

-The New York Times, Terrance Rafferty
- Decir que la redacción de Laura Restrepo es hermosa es como decir que la Torre Eiffel está en Europa. Las palabras de Delirio están perfectamente elegidas, duele que sean honestas, y tienen un efecto brutal. Restrepo elige las palabras como si fuera un poeta, pues les da un cuidado infinito. Aun sin tomar en cuenta su magnífica escritura, la obra de Restrepo es excelente, su historia es intrigante y absorbente.[3]

-The Philadelphia Inquirer
- Laura Restrepo da vida a una singular amalgama entre investigación periodística y creación literaria. Así, la miseria y la violencia que anida en el corazón de la sociedad colombiana están siempre presentes, pero también lo están en su fascinación por la cultura popular y en el juego de su impecable humorismo, de un ironía a la vez ácida y tierna que salva a sus novelas de toda tentación de patetismo o melodrama, convirtiéndolas en una lectura irrefutablemente placentera.[4]

-Gabriel García Márquez
- Delirio, de Laura Restrepo, es un libro y un medio: estupendo, denso, complejo, desconcertante. Esta novela supera la política, hasta el gran arte.[5]

-The Washington Post
- Delirio es una de las novelas más hermosas que se han escrito en los últimos tiempos. Restrepo ejerce una maestría total sobre lo que escribe, una maestría asombrosa pero absoluta. Sí, hay violencia, narcotráfico, locura, quizá hasta amor representado en forma de locura. Lo importante es que se trata de una novela verdaderamente genial, de ese tipo que muy pocas veces te encuentras.[5]

-José Saramago

### Premios recibidos
- Premio Alfaguara (2004)
- Premio Grinzane Cavour (2006)